# 聖巴勃羅 (聖馬科斯省)
聖巴勃羅是危地馬拉的城鎮，由聖馬科斯省負責管轄，位於該國西南部，始建於1836年8月27日，面積124平方公里，海拔高度585米，2002年人口36,535，人口密度為每平方公里294.64人。
14°56′00″N 92°00′00″W / 14.9333°N 92°W